# Synthesis (álbum)
Synthesis é o quarto álbum de estúdio da banda norte-americana de metal alternativo Evanescence. Foi lançado no dia 10 de novembro de 2017, pela BMG Rights Management. O álbum inclui versões regravadas do material antigo da banda com um arranjo de orquestra e elementos de música eletrônica, além de duas novas músicas. David Campbell foi responsável pelo arranjo de cordas, junto com Amy Lee e o produtor William B. "Science" Hunt (sem relação com o baterista da banda, Will Hunt). Para promover o novo material, o Evanescence embarcou na Synthesis Tour, iniciada em 14 de outubro de 2017, em Las Vegas, e passará por cidades dos Estados Unidos e Canadá até dezembro.

## Antecedentes
Desde o lançamento de seu terceiro álbum de estúdio autointitulado em 2011 e da turnê mundial que o acompanha (2011-2012), o Evanescence entrou em um hiato musical de três anos, durante o qual cada membro buscou seus próprios projetos. Durante esse período, a banda também se separou da gravadora Wind-up Records. Em novembro de 2015, o Evanescence retornou ao palco, tocando no Ozzfest em Tóquio. Naquela época, Lee anunciou que não havia planos futuros para gravar material novo com a banda e que o grupo só faria turnê e voltaria com seus fãs através de shows no ano seguinte. Ela acrescentou ainda que se concentrou em fazer música como artista solo e explorar um lado diferente dela quando trabalhou com o Evanescence. Em 2016, mais datas foram adicionadas a sua turnê com concertos ocorrendo nos EUA.
Em 13 de setembro de 2016, a banda anunciou um conjunto de vinil intitulado The Ultimate Collection, que incluiu todos os três álbuns de estúdio, a demo gravada no início de sua carreira e a nova versão de sua música "Even in Death"; o set foi lançado em 17 de fevereiro de 2017. Em outubro de 2016, Lee revelou durante uma entrevista com a revista online Loudwire que "há planos para o Evanescence no futuro", acrescentando que a banda se reuniu para re-gravar alguns de seus materiais anteriores, incluindo faixas de seu trabalho antes de seu primeiro álbum de estúdio, Fallen (2003). Em 9 de dezembro, uma coletânea intitulada Lost Whispers, composta por B-sides e faixas bônus dos três álbuns de estúdio da banda, foi disponibilizada para streaming e download em várias plataformas de música.

## Concepção
O quarto álbum de estúdio da banda e seu correspondente título Synthesis foram revelados por Lee em um vídeo postado na página do grupo no Facebook em 10 de maio de 2017. Segundo ela, o título veio do fato de que o álbum é "a síntese, a combinação, o contraste, a sinergia entre o orgânico e o sintético, também o passado e o presente". Ela observou ainda como a nova música seria desmontada, executada por uma orquestra e contaria com elementos da eletrônica e do "mundo sintético de batidas e sons". De acordo com ela, o processo por trás do álbum incluiu a banda passando por seu repertório anterior e retrabalhando algumas de suas antigas músicas. Além disso, duas novas músicas também foram gravadas para o Synthesis. Ela revelou durante um vídeo: "Este é um projeto de paixão total para mim. Há tantas camadas em nossa música sob as enormes baterias e guitarras. Eu sempre quis iluminar alguns dos maravilhosos arranjos do David Campbell e elementos de programação em nossas músicas, e essa ideia se transformou em re-fazer completamente com orquestra completa, não apenas cordas, programação elaborada e experimentação". Lee acrescentou ainda que o projeto "flui como uma trilha sonora grande e dinâmica". O rearranjo das músicas foi feito por David Campbell, que trabalhou com a banda durante seus projetos anteriores, assim como Lee e William B. Hunt.
Lee vê Synthesis como "um belo exemplo de eu fazendo o que quero, realmente acreditando nessa ideia, e tendo uma equipe que acredita em mim". Ela explicou que querer repaginar suas músicas existentes "não foi uma grande mudança, pois é uma coisa de nossas raízes. Será parte da raiz de nossa música e essência do nosso som, mas desta vez está acentuando um lado diferente disso".

## Lançamento
Em 14 de agosto de 2017, a banda enviou um vídeo em seu perfil no Facebook, revelando que o álbum estava em fase final de gravação. A versão retrabalhada de "Bring Me to Life" foi lançada como o primeiro single promocional em 18 de agosto de 2017. Uma das duas canções originais gravadas para o álbum, "Imperfection", foi lançada como o primeiro single comercial em 15 de setembro de 2017, juntamente com a pré-encomenda do álbum. Para Lee, a música foi a mais importante do álbum e o processo de escrita levou mais tempo devido a sua incerteza de como colocar em palavras o que ela queria. No mesmo dia, a data de lançamento do álbum de 10 de novembro de 2017 também foi anunciada e a banda enviou um vídeo em seu canal oficial do YouTube deles trabalhando no álbum no estúdio e compartilhando seus pensamentos sobre o projeto. A versão retrabalhada de "Lacrymosa" foi lançada como o segundo single promocional em 27 de outubro de 2017.
O álbum foi lançado pela BMG Rights Management nas Américas, sendo distribuído pela Virgin Records no Japão e pela Sony Music internacionalmente.

## Composição
A versão de Synthesis de "Bring Me to Life" é despojada, substituindo os tambores e as guitarras da versão original por um arranjo de cordas. Sua instrumentação também é fornecida por pratos batendo, tambores de timpani de "construção de tensão" e inclui vários elementos eletrônicos por toda parte. Vários críticos descreveram seu novo arranjo como "dramático". Lee descreveu a música como "nova" para ela novamente devido ao fato de que ela incorporou elementos musicais e vocais que ela "ouviu em [sua] cabeça" desde o seu lançamento.
"Imperfection", uma das canções originais escritas para o álbum, é uma faixa sinfônica eletrônica que apresenta o "cinturão de assinatura" de Lee. De acordo com Lee, a música foi escrita na perspectiva de uma pessoa que perdeu alguém devido a suicídio e depressão e descreveu-a como um "apelo para lutar pela sua vida".
"Hi-Lo", a outra canção original, foi originalmente composta para o álbum autointitulado, porém acabou por não ser lançada. Foi composta por Lee e o produtor de Synthesis em 2007, creditada como a primeira colaboração entre os dois. De acordo com Lee, a música é sobre seguir em frente, "mas não de uma forma conflituosa, com raiva. É tipo, 'ei, eu já superei tudo que aconteceu e não estou com raiva de você'."

## Recepção da crítica
| Críticas profissionais | Críticas profissionais |
| Pontuações agregadas   | Pontuações agregadas   |
| Fonte                  | Avaliação              |
| ---------------------- | ---------------------- |
| Metacritic             | 69/100                 |
| Avaliações da crítica  |                        |
| Fonte                  | Avaliação              |
| AllMusic               | [ 27 ]                 |
| The Arts Desk          | [ 28 ]                 |
| Belfast Telegraph      | 7/10                   |
| Classic Rock           | [ 30 ]                 |
| Kerrang!               | [ 26 ]                 |
| Metal Hammer           | [ 31 ]                 |
| The Music              | [ 32 ]                 |
| The New Zealand Herald | [ 33 ]                 |
| Renowned for Sound     | [ 34 ]                 |
| Rolling Stone          | [ 35 ]                 |

A Synthesis recebeu críticas em sua maioria positivas de críticos de música. No Metacritic, que atribui uma classificação normalizada de 100 a críticas da crítica mainstream, o álbum tem uma pontuação média de 69 com base em 4 revisões, indicando "revisões geralmente favoráveis".

## Faixas
| Edição Padrão  |                                                  |                                        |                |         |  |
| N.º            | Título                                           | Compositor(es)                         | Álbum original | Duração |  |
| 1.             | "Overture"                                       | Amy Lee                                |                | 0:57    |  |
| 2.             | "Never Go Back"                                  | Lee Terry Balsamo Tim McCord Will Hunt | Evanescence    | 4:50    |  |
| 3.             | "Hi-Lo" (com a participação de Lindsey Stirling) | Lee Will B. Hunt                       |                | 5:07    |  |
| 4.             | "My Heart Is Broken"                             | Lee Balsamo McCord Hunt Zach Williams  | Evanescence    | 4:34    |  |
| 5.             | "Lacrymosa"                                      | Lee Balsamo                            | The Open Door  | 3:42    |  |
| 6.             | "The End of the Dream"                           | Lee Balsamo McCord Hunt Will B. Hunt   | Evanescence    | 4:54    |  |
| 7.             | "Bring Me to Life"                               | Lee Ben Moody David Hodges             | Fallen         | 4:18    |  |
| 8.             | "Unraveling" (interlúdio)                        | Lee                                    |                | 1:40    |  |
| 9.             | "Imaginary"                                      | Lee Moody                              | Fallen         | 4:03    |  |
| 10.            | "Secret Door"                                    | Lee Will B. Hunt                       | Evanescence    | 3:48    |  |
| 11.            | "Lithium"                                        | Lee                                    | The Open Door  | 4:05    |  |
| 12.            | "Lost in Paradise"                               | Lee                                    | Evanescence    | 4:43    |  |
| 13.            | "Your Star"                                      | Lee Balsamo                            | The Open Door  | 4:38    |  |
| 14.            | "My Immortal"                                    | Lee Moody                              | Fallen         | 4:25    |  |
| 15.            | "The In-Between" (solo de piano)                 | Lee                                    |                | 2:11    |  |
| 16.            | "Imperfection"                                   | Lee Will B. Hunt                       |                | 4:22    |  |
| Duração total: | Duração total:                                   | Duração total:                         | Duração total: | 62:17   |  |

| DVD internacional de edição de luxo |                                              |         |  |
| N.º                                 | Título                                       | Duração |  |
| 1.                                  | "From the Inside: The Creation of Synthesis" |         |  |
| 2.                                  | "Synthesis" (álbum instrumental)             |         |  |
| 3.                                  | "Synthesis" (5.1 surround mix)               |         |  |
| 4.                                  | "Photo gallery"                              |         |  |

## Créditos
Créditos adaptados do encarte de Synthesis:
| - Amy Lee – vocais, piano, produtor - Tim McCord – baixo, sintetizador - Will Hunt – bateria - Troy McLawhorn – guitarra - Jen Majura – guitarra, teremim | - P. R. Brown – design, fotografia - David Campbell – arranjo de cordas - Will B. Hunt – engenheiro de som, produtor, programação, sintetizador - Emily Lazar – masterização - Ethan Mates – engenheiro (faixa 3) - Lindsey Stirling – violino (faixa 3) - Damian Taylor – mixagem |

## Desempenho nas tabelas musicais
| Chart (2017)                                  | Maior posição |
| --------------------------------------------- | ------------- |
| Alemanha (Offizielle Deutsche Charts)         | 5             |
| Austrália (ARIA)                              | 6             |
| Áustria (Ö3 Austria Top 40)                   | 11            |
| Bélgica (Ultratop Flandres)                   | 21            |
| Bélgica (Ultratop Valônia)                    | 31            |
| Canadá (Billboard)                            | 16            |
| Estados Unidos (Billboard 200)                | 8             |
| Estados Unidos (Billboard Independent Albums) | 1             |
| Estados Unidos (Top Alternative Albums)       | 1             |
| Estados Unidos (Top Classical Albums)         | 1             |
| Estados Unidos (Top Rock Albums)              | 1             |
| França (SNEP)                                 | 58            |
| Grécia (IFPI)                                 | 11            |
| Irlanda (IRMA)                                | 60            |
| Itália (FIMI)                                 | 25            |
| Japão (Oricon)                                | 36            |
| Nova Zelândia (RMNZ)                          | 20            |
| Países Baixos (Dutch Charts)                  | 23            |
| Polónia (ZPAV)                                | 41            |
| Portugal (AFP)                                | 25            |
| Reino Unido (Official Albums Chart)           | 23            |
| República Tcheca (ČNS IFPI)                   | 49            |
| Suíça (Schweizer Hitparade)                   | 9             |

| Chart (2018)                                      | Posição |
| ------------------------------------------------- | ------- |
| Estados Unidos (Billboard Classical Albums)       | 4       |
| Estados Unidos (Billboard Independent Albums)     | 18      |
| Estados Unidos (Billboard Top Alternative Albums) | 48      |
| Estados Unidos (Billboard Top Rock Albums)        | 100     |

| Chart (2019)                                | Posição |
| ------------------------------------------- | ------- |
| Estados Unidos (Billboard Classical Albums) | 23      |